# Yuji Kimura
Yuji Kimura (木村 祐志 Kimura Yuji?), född 5 oktober 1987 i Tokyo prefektur, är en japansk fotbollsspelare.
Kimura började sin karriär 2006 i Kawasaki Frontale. Efter Kawasaki Frontale spelade han för Giravanz Kitakyushu, Oita Trinita, Tokushima Vortis, Roasso Kumamoto och Mito HollyHock.